# Phenacoscorpius eschmeyeri
Phenacoscorpius eschmeyeri és una espècie de peix pertanyent a la família dels escorpènids.

## Descripció
- Fa 13,3 cm de llargària màxima.[1][2]

## Hàbitat
És un peix marí i demersal que viu fins als 630 m de fondària.

## Distribució geogràfica
Es troba al Pacífic sud-oriental.

## Observacions
És inofensiu per als humans.